# ATP-seizoen 2006
Het ATP-seizoen in 2006 bestond uit de internationale tennistoernooien, die door de ATP en ITF werden georganiseerd in het kalenderjaar 2006.
Het speelschema omvatte:
- 64 ATP-toernooien, bestaande uit de categorieën:
  - Tennis Masters Series: 9
  - ATP International Series Gold: 9
  - ATP International Series: 44
  - Tennis Masters Cup: eindejaarstoernooi voor de 8 beste tennissers/dubbelteams
  - World Team Cup: landenteamtoernooi, geen ATP-punten.
- 6 ITF-toernooien, bestaande uit de:
  - 4 grandslamtoernooien;
  - Davis Cup: landenteamtoernooi;
  - Hopman Cup: landenteamtoernooi voor gemengde tenniskoppels, geen ATP-punten.

## Speelschema

### Legenda
| Grand Slams                   |
| Tennis Masters Cup            |
| Tennis Masters Series         |
| ATP International Series Gold |
| ATP International Series      |
| Toernooien voor teams         |

Codering
De codering voor het aantal deelnemers.
128S/128Q/64D/32X
- 128 deelnemers aan hoofdtoernooi (S)
- 128 aan het kwalificatietoernooi (Q)
- 64 koppels in het dubbelspel (D)
- 32 koppels in het gemengd dubbel (X).

Alle toernooien worden in principe buiten gespeeld, tenzij anders vermeld.
RR = groepswedstrijden, (i) = indoor

### Januari
| Week van              | Toernooi | Winnaar(s)                                | Finalist(en)                               | Uitslag finale     |         |
| --------------------- | --- | ----------------------------------------- | ------------------------------------------ | ------------------ | ------- |
| 2 januari             | Hopman Cup Perth, Australië ITF gemengd teamcompetitie AU$ 1.000.000 - hardcourt (i) - 8 teams                                          | Verenigde Staten Taylor Dent Lisa Raymond | Nederland Peter Wessels Michaëlla Krajicek | 2-1                | details |
| 2 januari             | Next Generation Adelaide International Adelaide, Australië International Series $ 419,000 - hardcourt - 32S/32Q/16D                     | Florent Serra                             | Xavier Malisse                             | 6-3, 6-4           | details |
| 2 januari             | Next Generation Adelaide International Adelaide, Australië International Series $ 419,000 - hardcourt - 32S/32Q/16D                     | Jonathan Erlich Andy Ram                  | Paul Hanley Kevin Ullyett                  | 7-6(4), 7-6(10)    | details |
| 2 januari             | Chennai Open Chennai, India International Series $ 380.000 - hardcourt - 32S/32Q/16D                                                    | Ivan Ljubičić                             | Carlos Moyá                                | 7-6(6), 6-2        | details |
| 2 januari             | Chennai Open Chennai, India International Series $ 380.000 - hardcourt - 32S/32Q/16D                                                    | Michal Mertiňák Petr Pála                 | Prakash Amritraj Rohan Bopanna             | 6-2, 7-5           | details |
| 2 januari             | Qatar ExxonMobil Open Doha, Qatar International Series $ 1.000.000 - hardcourt - 32S/32Q/16D                                            | Roger Federer                             | Gaël Monfils                               | 6-3, 7-6(5)        | details |
| 2 januari             | Qatar ExxonMobil Open Doha, Qatar International Series $ 1.000.000 - hardcourt - 32S/32Q/16D                                            | Jonas Björkman Maks Mirni                 | Christophe Rochus Olivier Rochus           | 2-6, 6-3, [10-8]   | details |
| 9 januari             | Heineken Open Auckland, Nieuw-Zeeland International Series $ 430.000 - hardcourt - 32S/32Q/16D                                          | Jarkko Nieminen                           | Mario Ančić                                | 6-2, 6-2           | details |
| 9 januari             | Heineken Open Auckland, Nieuw-Zeeland International Series $ 430.000 - hardcourt - 32S/32Q/16D                                          | Andrei Pavel Rogier Wassen                | Simon Aspelin Todd Perry                   | 6-3, 5-7, [10-4]   | details |
| 9 januari             | Medibank International Sydney, Australië International Series $ 394.000 - hardcourt - 32S/32Q/16D                                       | James Blake                               | Igor Andrejev                              | 6-2, 3-6, 7-6(3)   | details |
| 9 januari             | Medibank International Sydney, Australië International Series $ 394.000 - hardcourt - 32S/32Q/16D                                       | Fabrice Santoro Nenad Zimonjić            | František Čermák Leoš Friedl               | 6-1, 6-4           | details |
| 16 januari 23 januari | Australian Open Melbourne, Australië Grand Slam AU$ 19.300.000 - hardcourt 128S/128Q/64D/32X                                            | Roger Federer                             | Marcos Baghdatis                           | 5-7, 7-5, 6-0, 6-2 | details |
| 16 januari 23 januari | Australian Open Melbourne, Australië Grand Slam AU$ 19.300.000 - hardcourt 128S/128Q/64D/32X                                            | Bob Bryan Mike Bryan                      | Martin Damm Leander Paes                   | 4-6, 6-3, 6-4      | details |
| 16 januari 23 januari | Australian Open Melbourne, Australië Grand Slam AU$ 19.300.000 - hardcourt 128S/128Q/64D/32X                                            | Martina Hingis Mahesh Bhupathi            | Jelena Lichovtseva Daniel Nestor           | 6-3, 6-3           | details |
| 30 januari            | PBZ Zagreb Indoors Zagreb, Kroatië International Series € 353.450 - tapijt (i) - 32S/32Q/16D                                            | Ivan Ljubičić                             | Stefan Koubek                              | 6-3, 6-4           | details |
| 30 januari            | PBZ Zagreb Indoors Zagreb, Kroatië International Series € 353.450 - tapijt (i) - 32S/32Q/16D                                            | Jaroslav Levinský Michal Mertiňák         | Davide Sanguinetti Andreas Seppi           | 7-6(7), 6-1        | details |
| 30 januari            | Movistar Open Viña del Mar, Chili International Series $ 380.000 - gravel - 32S/32Q/16D                                                 | José Acasuso                              | Nicolás Massú                              | 6-4, 6-3           | details |
| 30 januari            | Movistar Open Viña del Mar, Chili International Series $ 380.000 - gravel - 32S/32Q/16D                                                 | José Acasuso Sebastián Prieto             | František Čermák Leoš Friedl               | 7-6(2), 6-4        | details |
| 30 januari            | Delray Beach International Tennis Championships Delray Beach, Verenigde Staten International Series $ 380.000 - hardcourt - 32S/32Q/16D | Tommy Haas                                | Xavier Malisse                             | 6-3, 3-6, 7-6(5)   | details |
| 30 januari            | Delray Beach International Tennis Championships Delray Beach, Verenigde Staten International Series $ 380.000 - hardcourt - 32S/32Q/16D | Mark Knowles Daniel Nestor                | Chris Haggard Wesley Moodie                | 6-2, 6-3           | details |

### Februari
| Week van    | Toernooi | Winnaar(s)                   | Finalist(en)                         | Uitslag finale      |         |
| ----------- | --- | ---------------------------- | ------------------------------------ | ------------------- | ------- |
| 6 februari  | Davis Cup (1e ronde) |                              |                                      |                     | details |
| 13 februari | SAP Open San José, Verenigde Staten International Series $ 380.000 - hardcourt (i) - 32S/32Q/16D                                      | Andy Murray                  | Lleyton Hewitt                       | 2-6, 6-1, 7-6(3)    | details |
| 13 februari | SAP Open San José, Verenigde Staten International Series $ 380.000 - hardcourt (i) - 32S/32Q/16D                                      | John McEnroe Jonas Björkman  | Paul Goldstein Jim Thomas            | 7-6(2), 4-6, [10-7] | details |
| 13 februari | Open 13 Marseille, Frankrijk International Series € 510.250 - hardcourt (i) - 32S/32Q/16D                                             | Arnaud Clément               | Mario Ančić                          | 6-4, 6-2            | details |
| 13 februari | Open 13 Marseille, Frankrijk International Series € 510.250 - hardcourt (i) - 32S/32Q/16D                                             | Martin Damm Radek Štěpánek   | Mark Knowles Daniel Nestor           | 6-2, 6-7(4), [10-3] | details |
| 13 februari | Copa Telmex Buenos Aires, Argentinië International Series $ 425.000 - gravel - 32S/32Q/16D                                            | Carlos Moyá                  | Filippo Volandri                     | 7-6(6), 6-4         | details |
| 13 februari | Copa Telmex Buenos Aires, Argentinië International Series $ 425.000 - gravel - 32S/32Q/16D                                            | František Čermák Leoš Friedl | Vasilis Mazarakis Boris Pashanski    | 6-1, 6-2            | details |
| 20 februari | Regions Morgan Keegan Championships Memphis, Verenigde Staten International Series Gold $ 695.000 - hardcourt (i) - 32S/16Q/16D       | Tommy Haas                   | Robin Söderling                      | 6-3, 6-2            | details |
| 20 februari | Regions Morgan Keegan Championships Memphis, Verenigde Staten International Series Gold $ 695.000 - hardcourt (i) - 32S/16Q/16D       | Ivo Karlović Chris Haggard   | James Blake Mardy Fish               | 0-6, 7-5, [10-5]    | details |
| 20 februari | ABN AMRO World Tennis Tournament Rotterdam, Nederland International Series Gold € 782.250 - hardcourt (i) - 32S/16Q/16D               | Radek Štěpánek               | Christophe Rochus                    | 6-0, 6-3            | details |
| 20 februari | ABN AMRO World Tennis Tournament Rotterdam, Nederland International Series Gold € 782.250 - hardcourt (i) - 32S/16Q/16D               | Paul Hanley Kevin Ullyett    | Jonathan Erlich Andy Ram             | 7-6(4), 7-6(2)      | details |
| 20 februari | Brasil Open Salvador, Brazilië International Series $ 380.000 - gravel - 32S/32Q/16D                                                  | Nicolás Massú                | Alberto Martín                       | 6-3, 6-4            | details |
| 20 februari | Brasil Open Salvador, Brazilië International Series $ 380.000 - gravel - 32S/32Q/16D                                                  | Lukáš Dlouhý Pavel Vízner    | Mariusz Fyrstenberg Marcin Matkowski | 6-1, 4-6, [10-3]    | details |
| 27 februari | Barclays Dubai Tennis Championships Dubai, Verenigde Arabische Emiraten International Series Gold $ 975.000 - hardcourt - 32S/32Q/16D | Rafael Nadal                 | Roger Federer                        | 2-6, 6-4, 6-4       | details |
| 27 februari | Barclays Dubai Tennis Championships Dubai, Verenigde Arabische Emiraten International Series Gold $ 975.000 - hardcourt - 32S/32Q/16D | Paul Hanley Kevin Ullyett    | Mark Knowles Daniel Nestor           | 1-6, 6-2, [10-1]    | details |
| 27 februari | Abierto Mexicano Telcel Acapulco, Mexico International Series Gold $ 690.000 - gravel - 32S/32Q/16D                                   | Luis Horna                   | Juan Ignacio Chela                   | 7-6(5), 6-4         | details |
| 27 februari | Abierto Mexicano Telcel Acapulco, Mexico International Series Gold $ 690.000 - gravel - 32S/32Q/16D                                   | František Čermák Leoš Friedl | Potito Starace Filippo Volandri      | 7-5, 6-2            | details |
| 27 februari | Tennis Channel Open Las Vegas, Verenigde Staten International Series $ 380.000 - hardcourt - 32S/32Q/16D                              | James Blake                  | Lleyton Hewitt                       | 7-5, 2-6, 6-3       | details |
| 27 februari | Tennis Channel Open Las Vegas, Verenigde Staten International Series $ 380.000 - hardcourt - 32S/32Q/16D                              | Bob Bryan Mike Bryan         | Jaroslav Levinský Robert Lindstedt   | 6-3, 6-2            | details |

### Maart
| Week van          | Toernooi                                                                                             | Winnaar(s)                 | Finalist(en)         | Uitslag finale         |         |
| ----------------- | --- | -------------------------- | -------------------- | ---------------------- | ------- |
| 6 maart 13 maart  | Pacific Life Open Indian Wells, Verenigde Staten Master Series $ 3.169.600 - hardcourt - 96S/48Q/32D | Roger Federer              | James Blake          | 7-5, 6-3, 6-0          | details |
| 6 maart 13 maart  | Pacific Life Open Indian Wells, Verenigde Staten Master Series $ 3.169.600 - hardcourt - 96S/48Q/32D | Mark Knowles Daniel Nestor | Bob Bryan Mike Bryan | 6-4, 6-4               | details |
| 20 maart 27 maart | NASDAQ-100 Open Miami, Verenigde Staten Master Series $ 3.450.000 - hardcourt - 96S/48Q/32D          | Roger Federer              | Ivan Ljubičić        | 7-6(5), 7-6(4), 7-6(6) | details |
| 20 maart 27 maart | NASDAQ-100 Open Miami, Verenigde Staten Master Series $ 3.450.000 - hardcourt - 96S/48Q/32D          | Jonas Björkman Maks Mirni  | Bob Bryan Mike Bryan | 6-4 6-4                | details |

### April
| Week van | Toernooi | Winnaar(s)                       | Finalist(en)                         | Uitslag finale           |         |
| -------- | --- | -------------------------------- | ------------------------------------ | ------------------------ | ------- |
| 3 april  | Davis Cup (kwartfinale)                                                                                             |                                  |                                      |                          | details |
| 10 april | Open de Tenis Comunidad Valenciana Valencia, Spanje International Series $ 400.000 - gravel - 32S/32Q/16D           | Nicolás Almagro                  | Gilles Simon                         | 6-2, 6-3                 | details |
| 10 april | Open de Tenis Comunidad Valenciana Valencia, Spanje International Series $ 400.000 - gravel - 32S/32Q/16D           | David Škoch Tomáš Zíb            | Lukáš Dlouhý Pavel Vízner            | 6-4, 6-3                 | details |
| 10 april | U.S. Men's Clay Court Championships Houston, Verenigde Staten International Series $ 380.000 - gravel - 32S/32Q/16D | Mardy Fish                       | Jürgen Melzer                        | 3-6, 6-4, 6-3            | details |
| 10 april | U.S. Men's Clay Court Championships Houston, Verenigde Staten International Series $ 380.000 - gravel - 32S/32Q/16D | Michael Kohlmann Alexander Waske | Julian Knowle Jürgen Melzer          | 5-7, 6-4, [10-5]         | details |
| 17 april | Monte-Carlo Rolex Masters Monte Carlo, Monaco Master Series € 2.082.500 - gravel - 56S/28Q/24D                      | Rafael Nadal                     | Roger Federer                        | 6-2, 6-7(2), 6-3, 7-6(5) | details |
| 17 april | Monte-Carlo Rolex Masters Monte Carlo, Monaco Master Series € 2.082.500 - gravel - 56S/28Q/24D                      | Jonas Björkman Maks Mirni        | Fabrice Santoro Nenad Zimonjić       | 6-2, 7-6(2)              | details |
| 24 april | Torneo Godó Barcelona, Spanje International Series Gold € 850.000 - gravel - 56S/28Q/24D                            | Rafael Nadal                     | Tommy Robredo                        | 6-4, 6-4, 6-0            | details |
| 24 april | Torneo Godó Barcelona, Spanje International Series Gold € 850.000 - gravel - 56S/28Q/24D                            | Mark Knowles Daniel Nestor       | Mariusz Fyrstenberg Marcin Matkowski | 6-3, 6-7(4), [10-5]      | details |
| 24 april | Grand Prix Hassan II Casablanca, Marokko International Series $ 380.000 - gravel - 32S/32Q/16D                      | Daniele Bracciali                | Nicolás Massú                        | 6-1, 6-4                 | details |
| 24 april | Grand Prix Hassan II Casablanca, Marokko International Series $ 380.000 - gravel - 32S/32Q/16D                      | Julian Knowle Jürgen Melzer      | Michael Kohlmann Alexander Waske     | 6-3, 6-4                 | details |

### Mei
| Week van      | Toernooi | Winnaar(s)                        | Finalist(en)                     | Uitslag finale                   |         |
| ------------- | --- | --------------------------------- | -------------------------------- | -------------------------------- | ------- |
| 1 mei         | BMW Open München, Duitsland International Series € 323.250 - gravel - 32S/32Q/16D                            | Olivier Rochus                    | Kristof Vliegen                  | 6-4, 6-2                         | details |
| 1 mei         | BMW Open München, Duitsland International Series € 323.250 - gravel - 32S/32Q/16D                            | Andrei Pavel Alexander Waske      | Alexander Peya Björn Phau        | 6-4, 6-2                         | details |
| 1 mei         | Estoril Open Estoril, Portugal International Series € 531.250 - gravel - 32S/32Q/16D                         | David Nalbandian                  | Nikolaj Davydenko                | 6-3, 6-4                         | details |
| 1 mei         | Estoril Open Estoril, Portugal International Series € 531.250 - gravel - 32S/32Q/16D                         | Lukáš Dlouhý Pavel Vízner         | Lucas Arnold Ker Leoš Friedl     | 6-3, 6-1                         | details |
| 8 mei         | Internazionali BNL d'Italia Rome, Italië Master Series € 2.082.500 - gravel - 64S/32Q/24D                    | Rafael Nadal                      | Roger Federer                    | 6-7(0), 7-6(5), 6-4, 2-6, 7-6(5) | details |
| 8 mei         | Internazionali BNL d'Italia Rome, Italië Master Series € 2.082.500 - gravel - 64S/32Q/24D                    | Mark Knowles Daniel Nestor        | Jonathan Erlich Andy Ram         | 6-4, 5-7, [13-11]                | details |
| 15 mei        | International German Open Hamburg, Duitsland Master Series € 2.082.500 - gravel - 64S/32Q/24D                | Tommy Robredo                     | Radek Štěpánek                   | 6-1, 6-3, 6-3                    | details |
| 15 mei        | International German Open Hamburg, Duitsland Master Series € 2.082.500 - gravel - 64S/32Q/24D                | Paul Hanley Kevin Ullyett         | Mark Knowles Daniel Nestor       | 6-2, 7-6(8)                      | details |
| 22 mei        | Hypo Group Tennis International Pörtschach, Oostenrijk International Series € 323.250 - gravel - 32S/32Q/16D | Nikolaj Davydenko                 | Andrei Pavel                     | 6-0, 6-3                         | details |
| 22 mei        | Hypo Group Tennis International Pörtschach, Oostenrijk International Series € 323.250 - gravel - 32S/32Q/16D | Paul Hanley Jim Thomas            | Oliver Marach Cyril Suk          | 6-3, 4-6, [10-5]                 | details |
| 22 mei        | ARAG World Team Cup Düsseldorf, Duitsland ATP World Team Championship €1.500.000 - gravel - 8 teams (RR)     | Kroatië                           | Duitsland                        | 2-1                              | details |
| 29 mei 5 juni | Roland Garros Parijs, Frankrijk Grand Slam € 6.711.040 - gravel 128S/128Q/64D/32X                            | Rafael Nadal                      | Roger Federer                    | 1-6, 6-1, 6-4, 7-6(4)            | details |
| 29 mei 5 juni | Roland Garros Parijs, Frankrijk Grand Slam € 6.711.040 - gravel 128S/128Q/64D/32X                            | Jonas Björkman Maks Mirni         | Bob Bryan Mike Bryan             | 6-7(5), 6-4, 7-5                 | details |
| 29 mei 5 juni | Roland Garros Parijs, Frankrijk Grand Slam € 6.711.040 - gravel 128S/128Q/64D/32X                            | Jelena Lichovtseva Nenad Zimonjić | Jaroslava Sjvedova Daniel Nestor | 6-2, 6-3                         | details |

### Juni
| Week van       | Toernooi                                                                                            | Winnaar(s)                     | Finalist(en)                      | Uitslag finale           |         |
| -------------- | --------------------------------------------------------------------------------------------------- | ------------------------------ | --------------------------------- | ------------------------ | ------- |
| 12 juni        | AEGON Championships Londen, Verenigd Koninkrijk International Series € 680.250 - gras - 56S/32Q/24D | Lleyton Hewitt                 | James Blake                       | 6-4, 6-4                 | details |
| 12 juni        | AEGON Championships Londen, Verenigd Koninkrijk International Series € 680.250 - gras - 56S/32Q/24D | Paul Hanley Kevin Ullyett      | Jonas Björkman Maks Mirni         | 6-4, 3-6, [10-8]         | details |
| 12 juni        | Gerry Weber Open Halle, Duitsland International Series € 680.250 - gras - 32S/32Q/16D               | Roger Federer                  | Tomáš Berdych                     | 6-0, 6-7(4), 6-2         | details |
| 12 juni        | Gerry Weber Open Halle, Duitsland International Series € 680.250 - gras - 32S/32Q/16D               | Fabrice Santoro Nenad Zimonjić | Michael Kohlmann Rainer Schüttler | 6-0, 6-4                 | details |
| 19 juni        | Unicef Open Rosmalen, Nederland ATP World Tour 250 € 323.250 - gras - 32S/32Q/16D                   | Mario Ančić                    | Jan Hernych                       | 6-0, 5-7, 7-5            | details |
| 19 juni        | Unicef Open Rosmalen, Nederland ATP World Tour 250 € 323.250 - gras - 32S/32Q/16D                   | Martin Damm Leander Paes       | Arnaud Clément Chris Haggard      | 6-1, 7-6(3)              | details |
| 19 juni        | Red Letter Days Nottingham, Verenigd Koninkrijk ATP World Tour 250 € 323.250 - gras - 32S/30Q/16D   | Richard Gasquet                | Jonas Björkman                    | 6-4, 6-3                 | details |
| 19 juni        | Red Letter Days Nottingham, Verenigd Koninkrijk ATP World Tour 250 € 323.250 - gras - 32S/30Q/16D   | Jonathan Erlich Andy Ram       | Igor Koenitsyn Dmitri Toersoenov  | 6-3, 6-2                 | details |
| 26 juni 3 juli | Wimbledon Londen, Verenigd Koninkrijk Grand Slam £ 10.378.710 - gras 128S/128Q/64D/16Q/48X          | Roger Federer                  | Rafael Nadal                      | 6-0, 7-6(5), 6-7(2), 6-3 | details |
| 26 juni 3 juli | Wimbledon Londen, Verenigd Koninkrijk Grand Slam £ 10.378.710 - gras 128S/128Q/64D/16Q/48X          | Bob Bryan Mike Bryan           | Fabrice Santoro Nenad Zimonjić    | 6-3, 4-6, 6-4, 6-2       | details |
| 26 juni 3 juli | Wimbledon Londen, Verenigd Koninkrijk Grand Slam £ 10.378.710 - gras 128S/128Q/64D/16Q/48X          | Andy Ram Vera Zvonarjova       | Bob Bryan Venus Williams          | 6-2, 6-3                 | details |

### Juli
| Week van | Toernooi | Winnaar(s)                          | Finalist(en)                           | Uitslag finale             |         |
| -------- | --- | ----------------------------------- | -------------------------------------- | -------------------------- | ------- |
| 10 juli  | Allianz Suisse Open Gstaad Gstaad, Zwitserland International Series € 421.250 - gravel - 32S/25Q/16D                       | Richard Gasquet                     | Feliciano López                        | 7-6(4), 6-7(3), 6-3        | details |
| 10 juli  | Allianz Suisse Open Gstaad Gstaad, Zwitserland International Series € 421.250 - gravel - 32S/25Q/16D                       | Jiří Novák Andrei Pavel             | Marco Chiudinelli Jean-Claude Scherrer | 6-3, 6-1                   | details |
| 10 juli  | Campbell's Hall of Fame Tennis Championships Newport, Verenigde Staten International Series $ 380.000 - gras - 32S/32Q/16D | Mark Philippoussis                  | Justin Gimelstob                       | 6-3, 7-5                   | details |
| 10 juli  | Campbell's Hall of Fame Tennis Championships Newport, Verenigde Staten International Series $ 380.000 - gras - 32S/32Q/16D | Jürgen Melzer Robert Kendrick       | Jeff Coetzee Justin Gimelstob          | 7-6(3), 6-0                | details |
| 10 juli  | Synsam Swedish Open Båstad, Zweden International Series € 323.250 - gravel - 32S/32Q/16D                                   | Tommy Robredo                       | Nikolaj Davydenko                      | 6-2, 6-1                   | details |
| 10 juli  | Synsam Swedish Open Båstad, Zweden International Series € 323.250 - gravel - 32S/32Q/16D                                   | Jonas Björkman Thomas Johansson     | Christopher Kas Oliver Marach          | 6-3, 4-6, [10-4]           | details |
| 17 juli  | RCA Championships Indianapolis, Verenigde Staten International Series $ 600.000 - hardcourt - 48S/32Q/16D                  | James Blake                         | Andy Roddick                           | 4-6, 6-4, 7-6(5)           | details |
| 17 juli  | RCA Championships Indianapolis, Verenigde Staten International Series $ 600.000 - hardcourt - 48S/32Q/16D                  | Bobby Reynolds Andy Roddick         | Paul Goldstein Jim Thomas              | 6-4, 6-4                   | details |
| 17 juli  | Dutch Open Amersfoort, Nederland International Series € 323.250 - gravel - 32S/32Q/16D                                     | Novak Đoković                       | Nicolás Massú                          | 7-6(5), 6-4                | details |
| 17 juli  | Dutch Open Amersfoort, Nederland International Series € 323.250 - gravel - 32S/32Q/16D                                     | Alberto Martín Fernando Vicente     | Lucas Arnold Ker Christopher Kas       | 6-4, 6-3                   | details |
| 17 juli  | Mercedes Cup Stuttgart, Duitsland International Series Gold € 586.250 - gravel - 48S/32Q/16D                               | David Ferrer                        | José Acasuso                           | 6-4, 3-6, 6-7(3), 7-5, 6-4 | details |
| 17 juli  | Mercedes Cup Stuttgart, Duitsland International Series Gold € 586.250 - gravel - 48S/32Q/16D                               | Gastón Gaudio Maks Mirni            | Yves Allegro Robert Lindstedt          | 7-5, 6-7(4), [12-10]       | details |
| 24 juli  | LA Tennis Open Los Angeles, Verenigde Staten International Series $ 500.000 - hardcourt - 32S/32Q/16D                      | Tommy Haas                          | Dmitri Toersoenov                      | 4-6, 7-5, 6-3              | details |
| 24 juli  | LA Tennis Open Los Angeles, Verenigde Staten International Series $ 500.000 - hardcourt - 32S/32Q/16D                      | Bob Bryan Mike Bryan                | Eric Butorac Jamie Murray              | 6-2, 6-4                   | details |
| 24 juli  | Croatia Open Umag Umag, Kroatië International Series € 319.000 - gravel - 32S/32Q/16D                                      | Stanislas Wawrinka                  | Novak Đoković                          | 6-6 opgave                 | details |
| 24 juli  | Croatia Open Umag Umag, Kroatië International Series € 319.000 - gravel - 32S/32Q/16D                                      | Jaroslav Levinský David Škoch       | Guillermo García López Albert Portas   | 6-4, 6-4                   | details |
| 24 juli  | Interwetten Austrian Open Kitzbühel Kitzbühel, Oostenrijk International Series Gold € 646.250 - gravel - 48S/32Q/16D       | Agustín Calleri                     | Juan Ignacio Chela                     | 7-6(9), 6-2, 6-3           | details |
| 24 juli  | Interwetten Austrian Open Kitzbühel Kitzbühel, Oostenrijk International Series Gold € 646.250 - gravel - 48S/32Q/16D       | Philipp Kohlschreiber Stefan Koubek | Oliver Marach Cyril Suk                | 6-2, 6-3                   | details |
| 31 juli  | Orange Prokom Open Sopot, Polen International Series € 425.250 - gravel - 32S/32Q/16D                                      | Nikolaj Davydenko                   | Florian Mayer                          | 7-6(5), 5-7, 6-4           | details |
| 31 juli  | Orange Prokom Open Sopot, Polen International Series € 425.250 - gravel - 32S/32Q/16D                                      | František Čermák Leoš Friedl        | Martín García Sebastián Prieto         | 6-3, 7-5                   | details |
| 31 juli  | Legg Mason Tennis Classic Washington D.C., Verenigde Staten International Series $ 600.000 - hardcourt - 32S/32Q/16D       | Arnaud Clément                      | Andy Murray                            | 7-6(3), 6-2                | details |
| 31 juli  | Legg Mason Tennis Classic Washington D.C., Verenigde Staten International Series $ 600.000 - hardcourt - 32S/32Q/16D       | Bob Bryan Mike Bryan                | Paul Hanley Kevin Ullyett              | 6-3, 5-7, [10-3]           | details |

### Augustus
| Week van                | Toernooi | Winnaar(s)                    | Finalist(en)                         | Uitslag finale     |         |
| ----------------------- | --- | ----------------------------- | ------------------------------------ | ------------------ | ------- |
| 7 augustus              | Rogers Cup Toronto, Canada Masters Series $ 2.450.000 - hardcourt - 64S/32Q/24D                                              | Roger Federer                 | Richard Gasquet                      | 2-6, 6-3, 6-2      | details |
| 7 augustus              | Rogers Cup Toronto, Canada Masters Series $ 2.450.000 - hardcourt - 64S/32Q/24D                                              | Bob Bryan Mike Bryan          | Paul Hanley Kevin Ullyett            | 6-3, 7-5           | details |
| 14 augustus             | Western & Southern Financial Group Masters Cincinnati, Verenigde Staten Masters Series $ 2.450.000 - hardcourt - 56S/28Q/24D | Andy Roddick                  | Juan Carlos Ferrero                  | 6-3, 6-4           | details |
| 14 augustus             | Western & Southern Financial Group Masters Cincinnati, Verenigde Staten Masters Series $ 2.450.000 - hardcourt - 56S/28Q/24D | Jonas Björkman Maks Mirni     | Bob Bryan Mike Bryan                 | 3-6, 6-3, [10-7]   | details |
| 21 augustus             | Pilot Pen Tennis New Haven, Verenigde Staten International Series $ 675.000 - hardcourt - 48S/32Q/16D                        | Nikolaj Davydenko             | Agustín Calleri                      | 6-4, 6-3           | details |
| 21 augustus             | Pilot Pen Tennis New Haven, Verenigde Staten International Series $ 675.000 - hardcourt - 48S/32Q/16D                        | Jonathan Erlich Andy Ram      | Mariusz Fyrstenberg Marcin Matkowski | 6-3, 6-3           | details |
| 28 augustus 3 september | US Open New York, Verenigde Staten Grand Slam $ 8.332.000 - hardcourt - 128S/128Q/64D/32X                                    | Roger Federer                 | Andy Roddick                         | 6-2, 4-6, 7-5, 6-1 | details |
| 28 augustus 3 september | US Open New York, Verenigde Staten Grand Slam $ 8.332.000 - hardcourt - 128S/128Q/64D/32X                                    | Martin Damm Leander Paes      | Jonas Björkman Maks Mirni            | 6-7(5), 6-4, 6-3   | details |
| 28 augustus 3 september | US Open New York, Verenigde Staten Grand Slam $ 8.332.000 - hardcourt - 128S/128Q/64D/32X                                    | Bob Bryan Martina Navrátilová | Martin Damm Květa Peschke            | 6-2, 6-3           | details |

### September
| Week van     | Toernooi | Winnaar(s)                           | Finalist(en)                         | Uitslag finale         |         |
| ------------ | --- | ------------------------------------ | ------------------------------------ | ---------------------- | ------- |
| 11 september | China Open Beijing, China International Series $ 500.000 - hardcourt - 32S/32Q/16D                               | Marcos Baghdatis                     | Mario Ančić                          | 6-4, 6-0               | details |
| 11 september | China Open Beijing, China International Series $ 500.000 - hardcourt - 32S/32Q/16D                               | Mahesh Bhupathi Mario Ančić          | Michael Berrer Kenneth Carlsen       | 6-4, 6-3               | details |
| 11 september | BCR Open Romania Boekarest, Roemenië International Series € 323.250 - gravel - 32S/32Q/16D                       | Jürgen Melzer                        | Filippo Volandri                     | 6-1, 7-5               | details |
| 11 september | BCR Open Romania Boekarest, Roemenië International Series € 323.250 - gravel - 32S/32Q/16D                       | Mariusz Fyrstenberg Marcin Matkowski | Martín García Luis Horna             | 6-7(5), 7-6(5), [10-8] | details |
| 18 september | Davis Cup (halve finale)                                                                                         |                                      |                                      |                        | details |
| 25 september | PTT Thailand Open Bangkok, Thailand International Series $ 550.000 - hardcourt - 32S/32Q/16D                     | James Blake                          | Ivan Ljubičić                        | 6-3, 6-1               | details |
| 25 september | PTT Thailand Open Bangkok, Thailand International Series $ 550.000 - hardcourt - 32S/32Q/16D                     | Jonathan Erlich Andy Ram             | Andy Murray Jaime Murray             | 6-2, 2-6, [10-4]       | details |
| 25 september | Kingfisher Airlines Tennis Open India Mumbai, India International Series $ 380.000 - hardcourt (i) - 32S/32Q/16D | Dmitri Toersoenov                    | Tomáš Berdych                        | 6-3, 3-6, 7-6(5)       | details |
| 25 september | Kingfisher Airlines Tennis Open India Mumbai, India International Series $ 380.000 - hardcourt (i) - 32S/32Q/16D | Mario Ančić Mahesh Bhupathi          | Rohan Bopanna Mustafa Ghouse         | 6-4, 6-7(6), [10-8]    | details |
| 25 september | Campionati Internazionali di Sicilia Palermo, Italië International Series € 323.250 - gravel - 32S/32Q/16D       | Filippo Volandri                     | Nicolás Lapentti                     | 5-7, 6-1, 6-3          | details |
| 25 september | Campionati Internazionali di Sicilia Palermo, Italië International Series € 323.250 - gravel - 32S/32Q/16D       | Martín García Luis Horna             | Mariusz Fyrstenberg Marcin Matkowski | 7-6(1), 7-6(2)         | details |

### Oktober
| Week van   | Toernooi | Winnaar(s)                      | Finalist(en)                         | Uitslag finale      |         |
| ---------- | --- | ------------------------------- | ------------------------------------ | ------------------- | ------- |
| 2 oktober  | Open de Moselle Metz, Frankrijk International Series € 323.250 - hardcourt (i) - 32S/32Q/16D                   | Novak Đoković                   | Jürgen Melzer                        | 4-6, 6-3, 6-2       | details |
| 2 oktober  | Open de Moselle Metz, Frankrijk International Series € 323.250 - hardcourt (i) - 32S/32Q/16D                   | Richard Gasquet Fabrice Santoro | Julian Knowle Jürgen Melzer          | 3-6, 6-1, [11-9]    | details |
| 2 oktober  | AIG Japan Open Tennis Championships Tokio, Japan International Series Gold $ 765.000 - hardcourt - 48S/24Q/16D | Roger Federer                   | Tim Henman                           | 6-3, 6-3            | details |
| 2 oktober  | AIG Japan Open Tennis Championships Tokio, Japan International Series Gold $ 765.000 - hardcourt - 48S/24Q/16D | Ashley Fisher Tripp Phillips    | Paul Goldstein Jim Thomas            | 6-2, 7-5            | details |
| 9 oktober  | If Stockholm Open Stockholm, Zweden International Series € 680.250 - hardcourt (i) - 32S/32Q/16D               | James Blake                     | Jarkko Nieminen                      | 6-4, 6-2            | details |
| 9 oktober  | If Stockholm Open Stockholm, Zweden International Series € 680.250 - hardcourt (i) - 32S/32Q/16D               | Paul Hanley Kevin Ullyett       | Olivier Rochus Kristof Vliegen       | 7-6(2), 6-4         | details |
| 9 oktober  | Bank Austria-TennisTrophy Wenen, Oostenrijk International Series Gold € 586.250 - hardcourt (i) - 32S/32Q/16D  | Ivan Ljubičić                   | Fernando González                    | 6-3, 6-4, 7-5       | details |
| 9 oktober  | Bank Austria-TennisTrophy Wenen, Oostenrijk International Series Gold € 586.250 - hardcourt (i) - 32S/32Q/16D  | Petr Pála Pavel Vízner          | Julian Knowle Jürgen Melzer          | 6-4, 3-6, [12-10]   | details |
| 9 oktober  | Kremlin Cup Moskou, Rusland International Series $ 975.000 - tapijt (i) - 32S/32Q/16D                          | Nikolaj Davydenko               | Marat Safin                          | 6-4, 5-7, 6-4       | details |
| 9 oktober  | Kremlin Cup Moskou, Rusland International Series $ 975.000 - tapijt (i) - 32S/32Q/16D                          | Fabrice Santoro Nenad Zimonjić  | František Čermák Jaroslav Levinský   | 6-1, 7–5            | details |
| 16 oktober | Mutua Madrileña Madrid Open Madrid, Spanje Masters Series € 2.082.500 - hardcourt (i) - 48S/24Q/16D            | Roger Federer                   | Fernando González                    | 7-5, 6-1, 6-0       | details |
| 16 oktober | Mutua Madrileña Madrid Open Madrid, Spanje Masters Series € 2.082.500 - hardcourt (i) - 48S/24Q/16D            | Bob Bryan Mike Bryan            | Mark Knowles Daniel Nestor           | 7-5, 6-4            | details |
| 23 oktober | St. Petersburg Open Sint-Petersburg, Rusland International Series $ 1.000.000 - tapijt (i) - 32S/32Q/16D       | Mario Ančić                     | Thomas Johansson                     | 7-5, 7-6(2)         | details |
| 23 oktober | St. Petersburg Open Sint-Petersburg, Rusland International Series $ 1.000.000 - tapijt (i) - 32S/32Q/16D       | Simon Aspelin Todd Perry        | Julian Knowle Jürgen Melzer          | 6-1, 7-6(3)         | details |
| 23 oktober | Grand Prix de Tennis de Lyon Lyon, ATP-toernooi van International Series € 680.250 - tapijt (i) - 32S/32Q/16D  | Richard Gasquet                 | Marc Gicquel                         | 6-3, 6-1            | details |
| 23 oktober | Grand Prix de Tennis de Lyon Lyon, ATP-toernooi van International Series € 680.250 - tapijt (i) - 32S/32Q/16D  | Julien Benneteau Arnaud Clément | František Čermák Jaroslav Levinský   | 6-2, 6-7(3), [10-7] | details |
| 23 oktober | Davidoff Swiss Indoors Bazel, Zwitserland International Series € 850.250 - tapijt (i) - 32S/32Q/16D            | Roger Federer                   | Fernando González                    | 6-3, 6-2, 7-6(3)    | details |
| 23 oktober | Davidoff Swiss Indoors Bazel, Zwitserland International Series € 850.250 - tapijt (i) - 32S/32Q/16D            | Mark Knowles Daniel Nestor      | Mariusz Fyrstenberg Marcin Matkowski | 4-6, 6-4, [10-8]    | details |
| 30 oktober | BNP Paribas Masters Parijs, Frankrijk Masters Series € 2.082.500 - hardcourt (i) - 48S/24Q/16D                 | Nikolaj Davydenko               | Dominik Hrbatý                       | 6-1, 6-2, 6-2       | details |
| 30 oktober | BNP Paribas Masters Parijs, Frankrijk Masters Series € 2.082.500 - hardcourt (i) - 48S/24Q/16D                 | Arnaud Clément Michaël Llodra   | Fabrice Santoro Nenad Zimonjić       | 7-6(4), 6-2         | details |

### November
| Week van    | Toernooi                                                                            | Winnaar(s)                | Finalist(en)               | Uitslag finale |               |
| ----------- | ----------------------------------------------------------------------------------- | ------------------------- | -------------------------- | -------------- | ------------- |
| 6 november  | Geen toernooi                                                                       | Geen toernooi             | Geen toernooi              | Geen toernooi  | Geen toernooi |
| 13 november | Tennis Masters Cup Shanghai, China Tennis Masters Cup $4.450.000 tapijt (i) - 8S/8D | Roger Federer             | James Blake                | 6-0, 6-3, 6-4  | details       |
| 13 november | Tennis Masters Cup Shanghai, China Tennis Masters Cup $4.450.000 tapijt (i) - 8S/8D | Jonas Björkman Maks Mirni | Mark Knowles Daniel Nestor | 6-2, 6-4       | details       |
| 20 november | Geen toernooi                                                                       | Geen toernooi             | Geen toernooi              | Geen toernooi  | Geen toernooi |
| 27 november | Davis Cup (finale)                                                                  | Rusland                   | Argentinië                 | 3-2            | details       |

### December
Geen toernooien

## Statistieken toernooien

### Toernooien per ondergrond
| Ondergrond   | Aantal | Buiten/binnen | Aantal |
| ------------ | ------ | ------------- | ------ |
| Hardcourt    | 32     | Buiten        | 21     |
| Hardcourt    | 32     | Binnen        | 11     |
| Gravel       | 25     | Buiten        | 25     |
| Gravel       | 25     | Binnen        | 0      |
| Tapijt       | 6      | Binnen        | 6      |
| Gras         | 6      | Buiten        | 6      |
| Verschillend | 1      | Verschillend  | 1      |
| Totaal       | 70     |               |        |

### Best of five finales enkelspel
| Categorie                     | Aantal |
| ----------------------------- | ------ |
| Grand Slams                   | 4/4    |
| Tennis Masters Cup            | 1/1    |
| Tennis Masters Series         | 7/9    |
| ATP International Series Gold | 4/9    |
| ATP International Series      | 1/44   |
| World Team Cup                | 0/1    |
| ITF evenementen               | 1/2    |
| Totaal                        | 18/70  |